# Peter Pacult
Peter Pacult (ur. 28 października 1959 w Wiedniu) – austriacki piłkarz, występował na pozycji napastnika.

## Kariera klubowa
Pacult zawodową karierę rozpoczynał w 1980 roku w klubie Wiener SC z austriackiej Bundesligi. Jego barwy reprezentował przez 4 lata, a potem odszedł do Rapidu Wiedeń, także grającego w Bundeslidze. W 1985 roku zdobył z nim Puchar Austrii. W latach 1985–1986 dwukrotnie wywalczył z zespołem wicemistrzostwo Austrii.
W 1986 roku został graczem klubu Swarovski Tirol (Bundesliga). Spędził tam 6 lat, w tym czasie zdobywając z klubem 3 mistrzostwa Austrii (1989, 1990, 1991) oraz Puchar Austrii (1989). W 1989 roku z 26 bramkami na koncie został także królem strzelców Bundesligi. W 1992 roku odszedł do ekipy FC Linz, gdzie spędził rok.
W 1993 roku Pacult podpisał kontrakt z niemieckim TSV 1860 Monachium z 2. Bundesligi niemieckiej. W 1994 roku awansował z nim do Bundesligi. Zadebiutował w niej 20 sierpnia 1994 roku w przegranym 0:4 pojedynku z Borussią Dortmund. 21 września 1994 roku w przegranym 1:3 spotkaniu z Bayernem Monachium strzelił pierwszego gola w Bundeslidze.
W 1995 roku wrócił do Austrii, gdzie został graczem Austrii Wiedeń. W 1996 roku zakończył tam karierę.

## Kariera reprezentacyjna
W reprezentacji Austrii Pacult zadebiutował 13 października 1982 roku w wygranym 2:0 meczu eliminacji Mistrzostw Europy 1984 z Irlandią Północną. W latach 1982–1993 w drużynie narodowej rozegrał w sumie 24 spotkania i zdobył 1 bramkę.

## Kariera trenerska
W październiku 2001 roku Pacult został trenerem niemieckiego TSV 1860 Monachium. W niemieckiej Bundeslidze jako trener zadebiutował 20 października 2001 roku w przegranym 0:1 pojedynku z FC Schalke 04. W TSV pracował do marca 2003 roku.
W styczniu 2004 roku został szkoleniowcem klubu FC Kärnten. W Bundeslidze austriackiej pierwszy mecz zaliczył 21 lutego 2004 roku przeciwko Admirze Wacker Mödling (0:0). W tym samym roku spadł z zespołem do Erste Ligi.
W grudniu 2005 roku Pacult został trenerem niemieckiego Dynama Drezno z 2. Bundesligi. W 2006 roku spadł z klubem do Regionalligi Nord.
We wrześniu 2006 roku odszedł z Dynama do Rapidu Wiedeń (Bundesliga austriacka). Pierwszy ligowy mecz zaliczył tam 10 września 2006 roku przeciwko Red Bullowi Salzburg (1:1). W 2008 roku zdobył z klubem mistrzostwo Austrii.